# Тимофій II Александрійський
Тимофій II Александрійський (також відомий як Тимофій Айлурос; ? — 477) — Папа і Патріарх Александрійський. Йому вдалося двічі витіснити халкідонського патріарха Александрійського.

## Прізвисько
Прозваний Айлурос від грец. Αἴλουρος, «кіт». Через його невелику статуру. В даному випадку, ймовірно, розуміється як «ласка».

## Біографія
Перед тим як стати єпископом, Тимофій був ченцем в Ейкостоні. Він був обраний і посвячений після смерті вигнаного Діоскора Александрійського в 454 році опонентами міафізитів на Халкідонському соборі і став суперником прохалкидонського єпископа Протерія.

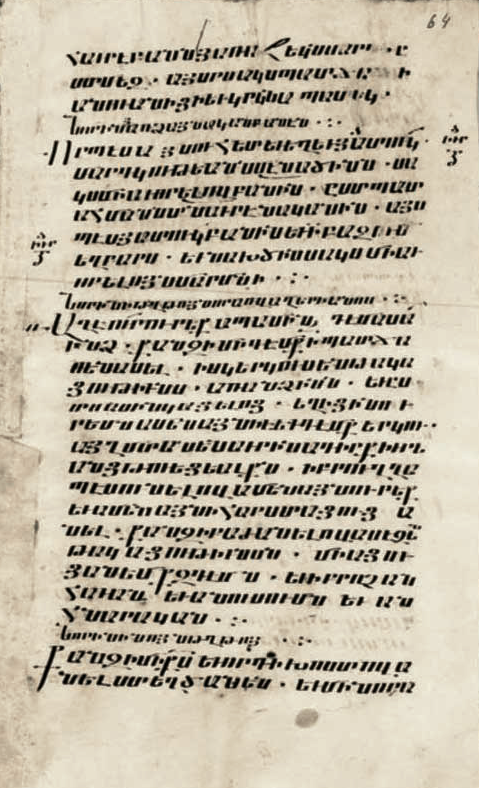
Вірменський переклад 10 століття творів Тімофія Айлуроса

Згідно з прохалкидонськими джерелами, після того, як Протерій Александрійський був призначений патріархом після Халкідонського собору, він був убитий за ініціативою Тимофія в баптистерії під час Великодня. В антихалкідонських джерелах Протерій був убитий за наказом візантійського генерала, який керував Єгиптом, після гарячого обміну 
У 460 році імператор Лев I вигнав Тимофія II з Александрії і поставив патріархом халкедонця Тимофія III Салофакіола.
У 475 році Василіск повернув Тимофія до Александрії, де він керував патріархатом до своєї смерті. За словами Іоана Нікійського, імператор Зенон надіслав посланця, аби викликати його до себе. Але коли посланець прибув, Тимофій сказав йому: «Імператор не побачить мого обличчя», і відразу ж захворів і помер.